# Monachocrinus sexradiatus
Monachocrinus sexradiatus is een haarster uit de familie Bathycrinidae.
De wetenschappelijke naam van de soort werd in 1919 gepubliceerd door Austin Hobart Clark.